# Young Dolph
Pour les articles homonymes, voir Dolph.
Young Dolph, nom de scène d'Adolph Robert Thornton, Jr., né le 27 juillet 1985 à Chicago (Illinois) et mort assassiné le 17 novembre 2021 à Memphis (Tennessee), est un rappeur américain. Plusieurs de ses albums ont été classés dans les charts et palmarès Billboard.

## Biographie
Adolph Thornton, Jr. est né le 27 juillet 1985, à Chicago (Illinois). Sa famille déménage à Memphis alors qu'il est âgé de deux ans avec ses deux frêres et ses deux sœurs. Dans son titre Preach, où il parle de sa famille, il déclare que sa mère était toujours dans la rue et ne l'a pas élevé (« Mama always in the streets, so guess who raised me? »). Il évoque aussi dans sa musique le fait que ses parents étaient consommateurs de crack,. Formé par ses cousins, il se met au trafic de stupéfiants.
En 2008, deux événements importants arrivent à Thornton : la mort de sa grand-mère, qui le poussait à arrêter ses activités criminelles ; ainsi qu'un accident de la route au cours duquel il frôle la mort. Cela le pousse à se réorienter vers la musique plutôt que de continuer à vendre de la cocaïne. Il publie ainsi sa première mixtape Paper Route Campaign et lance son label Paper Route Empire. Cette mixtape lui permet d'atteindre un succès local. Quelques années plus tard, Young Dolph fait la rencontre de Gucci Mane, qui devient son modèle.
En février 2016, il sort un album studio intitulé King of Memphis qui par la suite est classé 49e dans le Billboard 200,. Il collabore aussi avec le rappeur O.T. Genasis dans le single intitulé Cut It qui par la suite est nommée 35e dans le Billboard Hot 100. Toujours en 2016, il se brouille avec Yo Gotti, rappeur originaire comme lui de Memphis. Leur mésentente est régulièrement évoquée par les médias spécialisés dans le rap, et les deux rappeurs y font régulièrement allusion dans leurs morceaux. Selon Young Dolph, l'origine de cette discorde serait son refus de signer sur le label de Yo Gotti. En 2017, Young Dolph est victime de deux fusillades. Les médias spécialisés dans le rap spéculent alors que ces agressions pourraient être liées à la mésentente entre Young Dolph et Yo Gotti. La police place même comme suspect principal d'une de ces fusillades le rappeur Blac Youngsta, associé de Yo Gotti.

### Mort
Dans l'après-midi du 17 novembre 2021, Young Dolph est abattu par arme à feu dans un magasin de cookies de Memphis,.

## Discographie partielle

### Albums studio
| Titre de l'album               | Précisions                                                                                    | Positions dans les charts | Positions dans les charts | Positions dans les charts |
| Titre de l'album               | Précisions                                                                                    | US                        | US R&B/Hip-Hop            | US Rap                    |
| ------------------------------ | --------------------------------------------------------------------------------------------- | ------------------------- | ------------------------- | ------------------------- |
| King of Memphis                | - Sortie: 19 février 2016 - Label: Paper Route Empire - Format: CD, LP, download              | 49                        | 9                         | 5                         |
| Bulletproof                    | - Sortie: 1er avril 2017 - Label: Paper Route Empire - Format: CD, download                   | 36                        | 19                        | 14                        |
| Tracking Numbers (avec Berner) | - Sortie: 24 août 2017 - Label: Paper Route Empire, Bern One Entertainment - Format: Download | —                         | —                         | —                         |
| Thinking Out Loud              | - Sortie: 20 octobre 2017 - Label: Paper Route Empire - Format: CD, download                  | 16                        | 9                         | 8                         |
| Role Model                     | - Sortie: 21 septembre 2018 - Label: Paper Route Empire - Format: CD, download                | 15                        | 11                        | 9                         |